# HD 133550
HD 133550，又名CD-3510035，SAO 206292、HR 5615，是一颗恒星，视星等为6.27，位于銀經331.19，銀緯19.1，其B1900.0坐标为赤經14h 59m 56.9s，赤緯-35° 19.1′ 33″。